# Bientalophora cylindrica
Bientalophora cylindrica is een mosdiertjessoort uit de familie van de Pustuloporidae. De wetenschappelijke naam van de soort is voor het eerst geldig gepubliceerd in 1953 door Osburn.